# Franz Xaver von Garnier
Franz Xaver Eugen Karl von Garnier (* 28. April 1842 in Nieder Rosen; † 14. März 1916 in Berlin) war ein preußischer Generalleutnant.

## Leben

### Herkunft
Franz Xaver war das drittälteste Kind des Theodor von Garnier (1811–1894) und dessen Ehefrau Emilie, geborene von Garnier (1814–1904) aus dem Hause Langendorf. Das Geschlecht von Garnier stammt ursprünglich aus Savoyen und kann bis ins 15. Jahrhundert zurückverfolgt werden.

### Militärlaufbahn
Nach seiner Erziehung im elterlichen Hause und dem Besuch der Gymnasien in Breslau, Neiße und Ratibor trat Garnier am 1. Juli 1859 als Dreijährig-Freiwilliger in das Leib-Grenadier- (1. Brandenburgisches) Regiment Nr. 8 der Preußischen Armee in Frankfurt (Oder) ein. Dort wurde er am 23. Mai 1860 zum Portepeefähnrich ernannt sowie am 22. Januar 1861 zum Sekondeleutnant befördert. Als solcher nahm er 1866 während des Krieges gegen Österreich an den Schlachten bei Gitschin und Königgrätz teil. Im Jahr darauf wurde Garnier zum Premierleutnant befördert. Während des Krieges gegen Frankreich wurde Garnier in den Schlachten bei Spichern und Mars-la-Tour jeweils leicht verletzt. Er nahm an der Belagerung und der anschließenden Übergabe von Metz teil und kämpfte im weiteren Kriegsverlauf bei Beaune-la-Rolande, Orléans und Le Mans. Seine Leistungen wurde dabei durch die Verleihung beider Klasse des Eisernen Kreuzes gewürdigt.
Nach der Reichsgründung stieg Garnier am 30. Januar 1871 zum Hauptmann und Chef der 5. Kompanie auf. Nach seiner am 12. Dezember 1882 erfolgten Beförderung zum Major erhielt er einen viermonatigen Urlaub, um als Begleiter des Prinzen Friedrich Karl von Preußen an den Reisen durch den Orient nach Ägypten und Syrien teilzunehmen. Nach seiner Rückkehr nach Deutschland versah er zunächst wieder Dienst in seinem Stammregiment und wurde am 14. Oktober 1884 als Bataillonskommandeur in das 4. Garde-Regiment zu Fuß versetzt. Daran schloss sich ab 8. April 1889 eine Verwendung als etatsmäßiger Stabsoffizier im 1. Badischen Leib-Grenadier-Regiment Nr. 109 an. In dieser Stellung wurde Garnier am 22. Mai 1889 zum Oberstleutnant befördert. Unter gleichzeitiger Beförderung zum Oberst erhielt Garnier am 16. Juni 1891 das Kommando über das 1. Hanseatische Infanterie-Regiment Nr. 75. Am 13. Mai 1895 folgte mit seiner Beförderung zum Generalmajor die Ernennung zum Kommandeur der 10. Infanterie-Brigade in Posen.
In Genehmigung seines Abschiedsgesuches wurde Garnier am 20. Mai 1897 mit der gesetzlichen Pension zu Disposition gestellt. Am 15. Juni 1898 erhielt er noch den Charakter als Generalleutnant.
Garnier war Ritter des Malteser-Ordens.
Seine Beisetzung fand auf seiner Besitzung in Eckersdorf in Niederschlesien statt.

### Familie
Am 14. Juli 1877 heiratete er Gertrud Baath. Sie war die Tochter des Oberamtmanns Eduard Baath und dessen Ehefrau Anna, geborene von Gansauge. Der gemeinsame Sohn Egon von Garnier (1894–1948) wurde ein Kunstmaler.